# 능소화
능소화(凌霄花, 영어: Chinese trumpet creeper 또는 Chinese trumpet vine)는 꿀풀목 능소화과의 식물 또는 그 꽃을 의미한다. 학명은 Campsis grandiflora이다.

## 생태
중국 원산의 갈잎 덩굴성 목본식물이다. 담쟁이덩굴처럼 줄기의 마디에 생기는 흡착 뿌리(흡반)를 건물의 벽이나 다른 물체에 지지하여 타고 오르며 자란다. 가지 끝에서 나팔처럼 벌어진 주황색의 꽃이 여름에서 가을에 걸쳐 핀다. 추위에 강하다.
다른 종으로 능소화보다 꽃이 조금 작고 색은 더 붉으며 늘어지는 것이 없는 미국능소화(Campsis radicans)가 있다.

## 유래
능소화에서 능(凌)은 업신여길 능, 능가할 능이고, 소(霄)는 하늘 소이다. 그러므로 덩굴이 나무에 달라붙어 하늘을 향해 높게 오르는 특성에서 유래된 이름이다.

## 기타
능소화의 화분이 눈에 들어가면 실명할 수도 있다는 소문이 있으나, 사실과 다르다.
능소화는 풍매화가 아닌 충매화이기 때문에, 꽃가루가 바람에 날릴 가능성도 적을 뿐만 아니라 꽃가루가 직접 안구에 닿더라도 실명할 만큼 위험하지 않다.
또한, 능소화의 화분으로 인해 실명 피해를 본 사례가 한차례도 없는 점도 이러한 사실들을 뒷받침한다.

## 사진

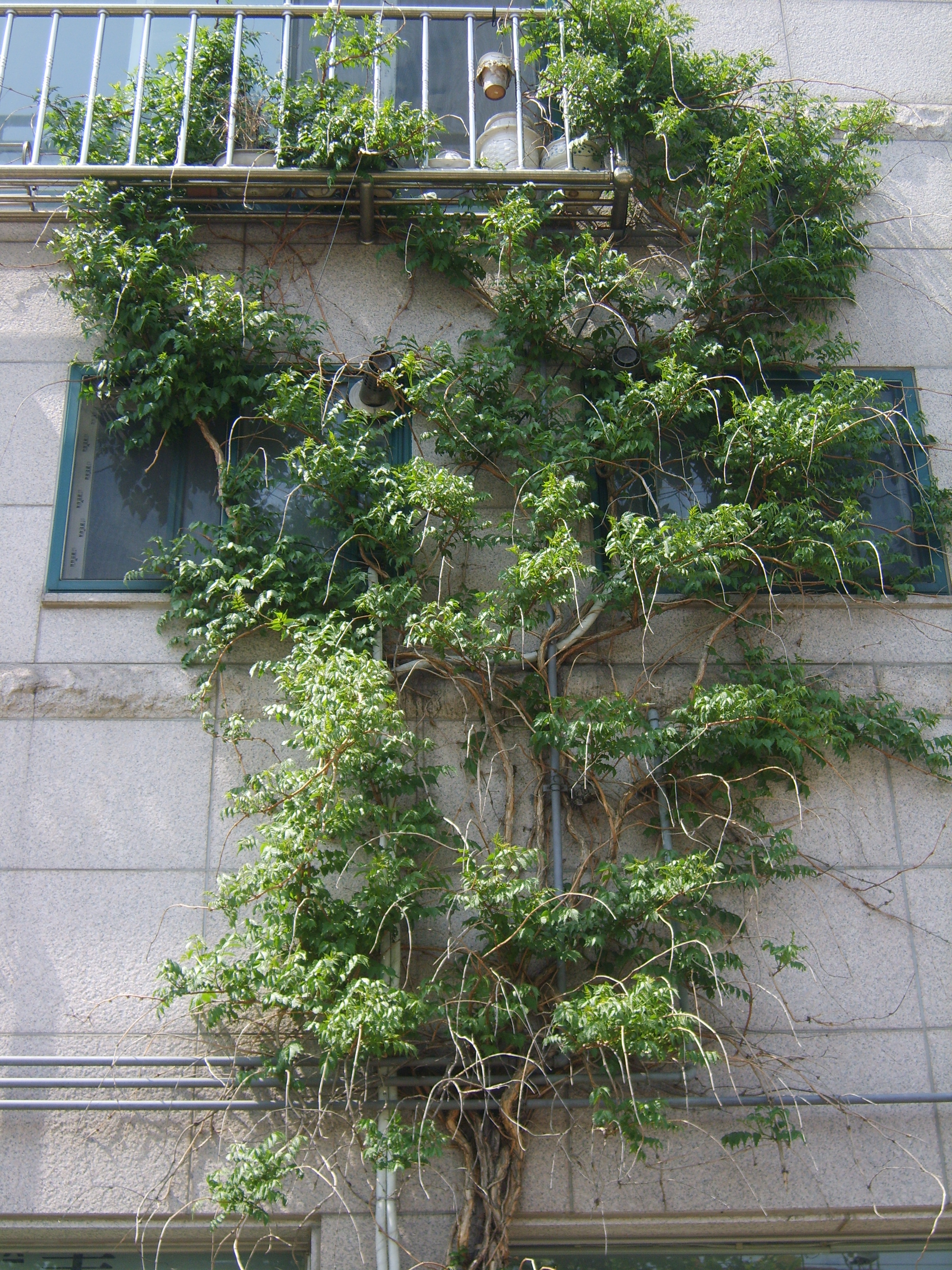
벽을 타고 오르는 능소화
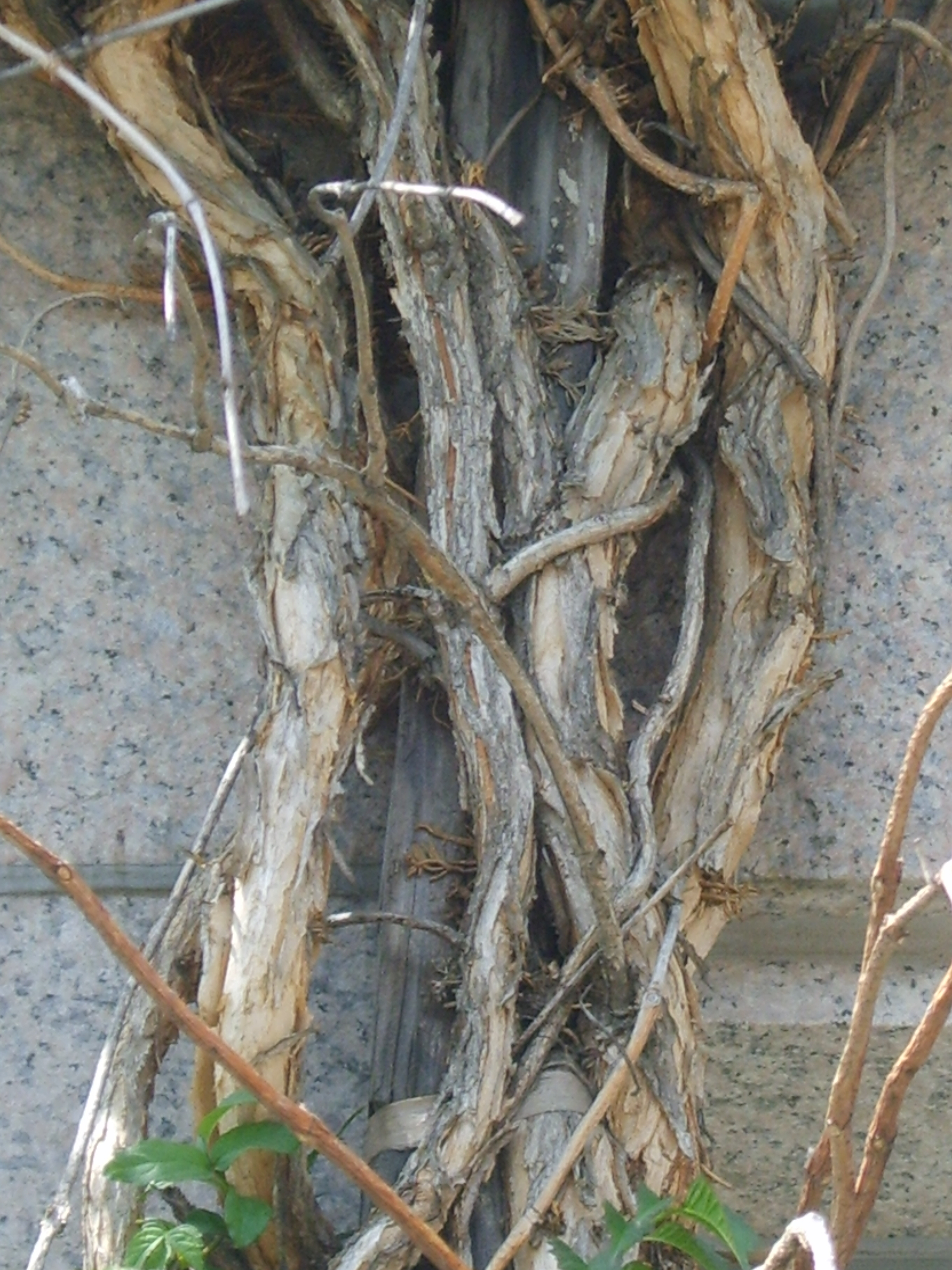
줄기
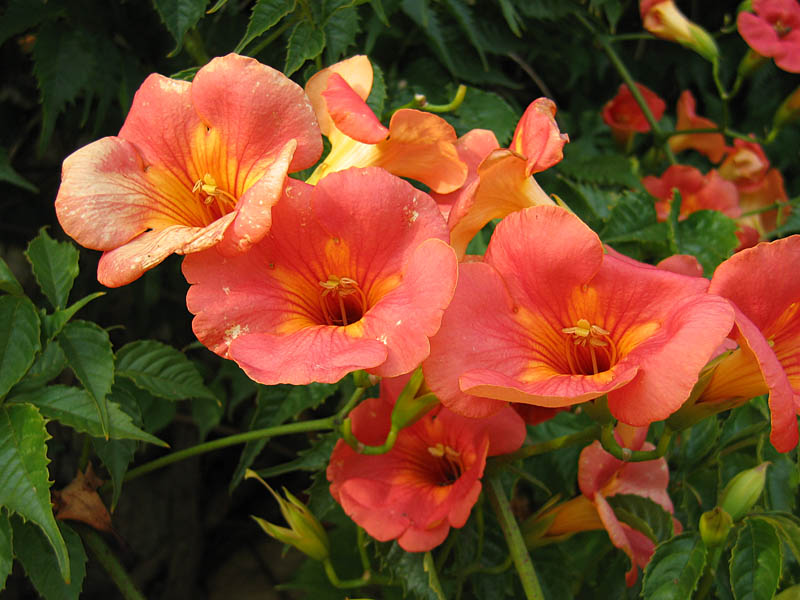
꽃

## 문학 속의 능소화
…
혼자서는 일어설 수 없어 나무에, 돌담에
몸 기대어 등을 내거는 꽃
능소화꽃…— 박남준.〈당신을 향해 피는 꽃〉,《적막》(창비, 2005)

꽃이라면 이쯤은 돼야지
…
주황색 비상등을 켜고
송이송이 사이렌을 울리며
하늘마저 능멸하는
슬픔이라면
저 능소화만큼은 돼야지— 이원규. 〈능소화〉,《옛 애인의 집》(솔출판사, 2003)

웹툰숲속의 담 속의 능소화